# Myanmar International
Die Myanmar International sind im Badminton die offenen internationalen Meisterschaften von Myanmar. Myanmar hat im asiatischen Raum eine lange Tradition im Badminton, trat international erfolgreich jedoch fast nur in den Jahrzehnten um 1960 in Erscheinung. Die erste  Austragung der Myanmar International ist für 1999 dokumentiert. 2019 hatte die Veranstaltung den Status einer International Series. 2020 sollte das Turnier zur International Challenge heraufgestuft werden und zusätzlich eine Myanmar Future Series stattfinden. Beide Turniere fielen jedoch COVID-19 zum Opfer. 2024 sollte es erneut zwei internationale Veranstaltungen in Myanmar geben. Doch sowohl International Series als auch Future Series wurden erneut abgesagt.

## Die Sieger
| Saison    | Herreneinzel      | Dameneinzel       | Herrendoppel                                      | Damendoppel                | Mixed                        |
| --------- | ----------------- | ----------------- | ------------------------------------------------- | -------------------------- | ---------------------------- |
| 1999      | Boonsak Ponsana   | Li Li             | Patapol Ngernsrisuk Sudket Prapakamol             | Fatimah Kumin Lim Li Li    | Amon Santoso Li Li           |
| 2000 2018 | nicht ausgetragen | nicht ausgetragen | nicht ausgetragen                                 | nicht ausgetragen          | nicht ausgetragen            |
| 2019      | Kaushal Dharmamer | Sri Fatmawati     | Emanuel Randhy Febryto Ferdian Mahardika Ranialdy | Liu Chiao-yun Wang Yu-qiao | Lin Yong-sheng Liu Chiao-yun |
| 2020 2024 | nicht ausgetragen | nicht ausgetragen | nicht ausgetragen                                 | nicht ausgetragen          | nicht ausgetragen            |